# スグンチャク
スグンチャク(モンゴル語: Süγunčaq,? - ?)とは、13世紀前半にモンゴル帝国に仕えたジャライル部出身の領侯（ノヤン）。主に第2代皇帝オゴデイの治世末期から3代皇帝グユクの治世に仕え、衰退傾向にあったムカリ国王家の地位を一時的に復活させた。
『元史』などの漢文史料では速渾察(sùhúnchá)と表記される。

## 概要
スグンチャクの祖父は「四駿四狗」と讃えられた建国の功臣ムカリで、父親はムカリの息子でその地位を継承したボオルであった。1230年より皇帝オゴデイ自ら軍を率いての金朝侵攻が始まると、スグンチャクも兄で当時ムカリ家の当主であったタシュとともに従軍し、鳳翔府の攻略に功績を挙げた。その後は潼関での戦いにも従軍し、金朝の平定に大きく貢献した。金朝の平定後はオゴデイの息子のクチュを総司令とする南宋侵攻にも加わり、棗陽攻めに参加した。
1239年（己亥）に兄のタシュが早世すると、その息子のシドルクがまた幼かったため、スグンチャクがムカリ家当主の地位に就いた。スグンチャクは後の上都路の西アルチャトという地に陣営を置いて華北方面のモンゴル・漢軍を総括し、中都一帯の事は必ずまずスグンチャクに報告しその可否を決めた後で皇帝に上奏するよう定められたという。
スグンチャクは厳格な人柄で、信賞必罰を厳しくしたため、スグンチャクの配下で軍律を破る者は少なかったとされる。ある時、スグンチャクの陣営を訪れたオゴデイの使者が帰還して軍士の綱紀が行き届いている様を報告したところ、オゴデイは「まことにムカリの家の者である」と評したという。また、他国の使者がスグンチャクの下を訪れると、あまりの威厳に言葉を発することもできず、モンゴル側が慰撫することでやっと発言を始めるほどであった。スグンチャクの側近達は「［スグンチャク様は］既に諸王・百官を越える地位を得ていますのに、ことさらに威を示す必要があるでしょうか」と諫めたが、スグンチャクは「寛容な対応は各々が適宜行えば良い。天下（旧金朝領）がモンゴルに服属して間もなく、民心は未だ定まっていないのに、万一態度を緩めたことで離反を引き起こし、その時になって悔やんでも遅いのだ」と語り態度を改めなかったという。このようなスグンチャクの強力な権限・強大な威厳は、「権皇帝（皇帝の代理人）」と称されたムカリの地位を復活させたものであった。
しかし、スグンチャクもまた兄のタシュに続いて早世してしまった。スグンチャクにはクルムシ、ナヤン、センウ、サルバンという息子がいたが、時の皇帝モンケはクルムシが「柔弱」であるとしてナヤンに跡を継がせようとしたが、ナヤンが固く固辞したため、結局はクルムシが跡を継いで国王となった。スグンチャク時代の強大な権勢はクルムシ時代に再び凋落したが、スグンチャクの弟のバアトルが仕えたクビライが帝位を得たことでムカリ国王家は再び浮上し、センウは大元ウルスにおいて高い地位を得ることになった。

## ジャライル部スグンチャク系国王ムカリ家
- グウン・ゴア（Gü’ün U’a ＞孔温窟哇/kǒngwēn kūwa）
  - 左翼万人隊長・国王ムカリ（Muqali guy-ong ＞木華黎国王/mùhuálí guówáng,موقلىكويانك/mūqalī kūyānk）
    - 左翼万人隊長・国王ボオル（Bo’ol ＞孛魯bólŭ,بوغول/būghūl）
      - 国王スグンチャク（Süγunčaq ＞速渾察/sùhúnchá）
        - 国王クルムシ（Qurmši ＞忽林池/hūlínchí）
        - ナヤン（Nayan ＞乃燕/nǎiyàn）
          - 同知通政院事シディ（Šidi ＞碩徳/shídé）
            - ベルケ・テムル（Berge temür ＞別理哥帖木爾/biélǐgē tièmùěr）
              - 中書平章政事ドルジバル（Dorǰibal ＞朶爾直班/duǒěrzhíbān）
                - テグス・テムル（Tegüs temür ＞鉄固思帖木而/tiěgùsī tièmùér）
                - ドルゲン・テムル（Dürgen temür ＞篤堅帖木而/dǔjiān tièmùér）

          - バヤンチャル（Bayančar ＞伯顔察児/bǎiyáncháér）

        - 江淮行省左丞相センウ（Seng'ü ＞相威/xiāngwēi）
          - 南行台御史大夫アラーウッディーン（Šidi ＞阿老瓦丁/ālǎowǎdīng）
            - 集賢大学士トゴン（Toγon ＞脱歓/tuōhuān）

        - サルバン（Sarban ＞撒蛮/sāmán）
          - 江浙行省平章トクト（Toqto ＞脱脱/tuōtuō）
            - 中書右丞相ドルジ（Dorǰi ＞朶児只/duǒérzhǐ）
              - 翰林学士ドスマン・テムル（Dosman temür ＞朶蛮帖木児/duǒmán tièmùér）
              - 国王エムケシリ（Emmgeširi ＞俺木哥失里/ǎnmùgēshīlǐ）